# Skenographie
Der Begriff Skenographie kommt aus dem Altgriechischen und bedeutet so viel wie Bühnen- oder Szenenmalerei. Skenographie geht auf Sophokles zurück (obwohl teilweise auch Aischylos damit in Verbindung gebracht wird) und gilt neben Masken, Requisiten etc. als sachliches Mittel des antiken Theaters.

## Geschichte
Schon zu Aischylos’ Zeiten (1. Hälfte des 5. Jh. v. Chr.) beschäftigte man sich eingehender mit der szenischen Ausschmückung des griechischen Theaters. Der Maler Agatharchos von Samos wird als erster Verfertiger von Bühnendekorationen mit perspektivischer Wirkung für Stücke genannt.
Da die griechische Bühne von einem festen Bühnengebäude, der mittleren Bühnenwand und den sich unmittelbar daran anschließenden beiden Seitenflügeln, den Paraskenien, umgeben war, konnte die Dekoration entweder unmittelbar an ihnen befestigt sein oder musste frei vor ihnen aufgestellt werden.  Die Szenen spielen meist an einem Platz vor einem Palast oder Tempel, in einigen Stücken kommt jedoch bereits ein Wechsel, eine szenische Verwandlung, vor. Diese Verwandlungen wurden zum Teil von  besonderen Maschinen, den Periakten, bedient, die aus drei prismatisch vereinigten und um einen Zapfen beweglichen Wänden bestanden, von denen jede einen anderen Schauplatz darstellte.
Die Szenenausschmückung des römischen Theaters scheint sich von der des griechischen nicht wesentlich unterschieden zu haben. Das Bühnengebäude hatte aber bei den Römern eine reichere Ausstattung, sodass es gleich unmittelbar die Szene darstellte. War eine andere Dekoration nötig, so wurde dies durch das Vorschieben oder Vorziehen derselben herbeigeführt (scena ductilis). Üblich waren meist Vorhänge.